# 倫庫薩爾韋伊鄉
47°21′N 24°19′E / 47.350°N 24.317°E
倫庫薩爾韋伊鄉（羅馬尼亞語：Comuna Runcu Salvei, Bistrița-Năsăud），是羅馬尼亞的鄉份，位於該國西北部，由比斯特里察-訥瑟烏德縣負責管轄，面積26平方公里，海拔高度405米，2007年人口1,423，人口密度每平方公里56人。